# Erattupetta
Erattupetta là một thị trấn thống kê (census town) của quận Kottayam thuộc bang Kerala, Ấn Độ.

## Địa lý
Erattupetta có vị trí 9°42′B 76°47′Đ / 9,7°B 76,78°Đ Nó có độ cao trung bình là 24 mét (78 feet).

## Nhân khẩu
Theo điều tra dân số năm 2001 của Ấn Độ, Erattupetta có dân số 29.675 người. Phái nam chiếm 51% tổng số dân và phái nữ chiếm 49%. Erattupetta có tỷ lệ 80% biết đọc biết viết, cao hơn tỷ lệ trung bình toàn quốc là 59,5%: tỷ lệ cho phái nam là 83%, và tỷ lệ cho phái nữ là 76%. Tại Erattupetta, 14% dân số nhỏ hơn 6 tuổi.